# Burg Tematín
Die Burg Tematín (slowakisch Tematínsky hrad oder Tematín, ungarisch Temetvény) ist die Ruine einer Höhenburg im Westen der Slowakei. Sie liegt in der Westhälfte des Inowetz (slowakisch Považský Inovec) östlich der Gemeinden Lúka und Hrádok.

## Geschichte
Die gotische Burg wurde gegen die Mitte des 13. Jahrhunderts gebaut, um die Nordwestgrenze des ungarischen Staates zu sichern, ebenso wie die Burgen Beckov und Trentschin weiter nördlich. Die erste Erwähnung stammt aus dem Jahr 1270. Einer Legende nach stammt der Name aus dem ungarischen Wort Temetőhely (deutsch Grabstätte), das von der Bevölkerung nach Tematín verballhornt wurde.
Auf Grund der Verteidigungsrolle blieb die Burg lange im königlichen Besitz (mit der Ausnahme von Matthäus Csák am Anfang des 14. Jahrhunderts), ehe sie gegen Ende des 14. Jahrhunderts an den Adel überging. Die bekanntesten Besitzer stammten aus den Geschlechtern Thurzo, Ujlaky und Bercsényi. Bis zum 16. Jahrhundert war die Burg der Verteidigungsrolle treu: sie wurde von einem viereckigen Turm und Palas, umgeben von Burgmauern mit einem gotischen Portal zum Vorhof gebildet.
Im 16. Jahrhundert wurde die Vorburg weiter verstärkt und von der oberen Burg durch einen engen Durchgang getrennt, um den Fortschritten im Militärwesen gerecht zu sein. Das Tor wurde um zwei Bastionen sowie einen Graben ergänzt. Mit weiteren Baumaßnahmen im 17. Jahrhundert in der oberen Burg und Erweiterung der Wohnräume war die Burg ein relativ bequemer Herrschersitz.
Der Untergang kam mit dem Ausbruch des Rákóczi-Aufstandes gegen die Habsburger am Anfang des 18. Jahrhunderts. Miklós Bercsényi, der 1665 in der Burg geboren wurde und einer der Führer der Kuruzzen war, sollte sich 1710 einem Gerücht nach in der Burg verstecken. Tatsächlich entfloh er kurz vor der Belagerung durch Heisters Heer; die Burgbesatzung ergab sich nach drei Tagen. Seither ist die Burg verlassen und verfällt langsam.

## Zugang
Der leichteste Zugang besteht von dem Erholungsort Bezovec bei Nová Lehota. Über eine Asphaltstraße und einen touristischen Weg (rot und blau markiert) ist die Ruine in anderthalb Stunden erreichbar. Andere Wege führen von Lúka (über blau markierten Weg, zweieinviertel Stunden) oder Hrádok (über blau und gelb markierte Wege, zweieinhalb Stunden) zur Ruine.